# Камерен Парк (Тексас)
Камерен Парк (енгл. Cameron Park) насељено је место без административног статуса у америчкој савезној држави Тексас.

## Демографија
По попису из 2010. године број становника је 6.963, што је 1.002 (16,8%) становника више него 2000. године.
| Група             | 2000.         | 2010.         |
| Белци             | 42 (0,7%)     | 43 (0,6%)     |
| Афроамериканци    | 5 (0,1%)      | 10 (0,1%)     |
| Азијати           | 7 (0,1%)      | 6 (0,1%)      |
| Хиспаноамериканци | 5.918 (99,3%) | 6.913 (99,3%) |
| Укупно            | 5.961         | 6.963         |